# Mqabba Football Club
Maillots
Le Mqabba Football Club est un club maltais de football basé à Mqabba, fondé en 1957.
L'équipe évolue pendant 5 saisons en première division : lors de la saison 1985-1986, puis en 1991-1992, ensuite en 1993-1994, puis à nouveau en 2007-2008, et enfin en 2011-2012. À chaque fois, le club se classe dernier du championnat, sauf en 2012 où il termine 9e sur 12.

## Historique
- 1957 : fondation du club